# کوه شیلی
کوه شیلی (انگلیسی: Sheeley Mountain) یک کوه در منطقه کوه‌های ادیراندک ایالت نیویورک است. این کوه در شمال غربی کاروگا لیک، نیویورک واقع شده است.